# 裴鸿
裴鸿（510年—568年9月15日），正平郡闻熹县（今山西省运城市闻喜县）人，出自河东裴氏定著五房之一的东眷裴，北魏、西魏、北周官员。

## 生平
裴鸿是北周骠骑大将军、开府仪同三司、沔州刺史、夏阳忠武公裴宽的族弟，年少时恭敬谨慎，有办事的才能和谋略。裴鸿因为出任挽郎，以奉朝请为起家官。南道大行台贺拔胜镇守荆州时，听说了裴鸿的名气，引荐他出任官职   。北魏分裂时，裴鸿身在东魏，出任东雍州长史。大统初年，裴鸿献城归附西魏，获赐爵高邑县开国男。裴鸿之后出任长宁郡太守，加安西将军、银青光禄大夫。宇文泰建立丞相幕府后，以裴鸿出任大丞相府功曹参军事，加持节、帅都督、中军将军、右金紫光禄大夫，赐姓宇文氏。柱国、燕国公于谨出征江陵，裴鸿以于谨府属的身份出任中郎，江陵平定后裴鸿出任大都督，兼领武阳公豆卢宁长史。周孝闵帝宇文觉登基后，裴鸿出任大将军、辅城公宇文邕的司马，加使持节、车骑大将军、仪同三司。之后裴鸿又被晋公宇文护选为府司录，兼任雍州赞治。当时吐谷浑侵犯北周边境，裴鸿防守有功，升任小御正，进爵为高邑县伯，转任御正，又升任使持节、骠骑大将军、开府仪同三司。保定元年（561年），裴鸿升任民部中大夫，又出任使持节、大都督、熊州诸军事、熊州刺史。保定末年，裴鸿外任中州刺史、九曲城主。裴鸿镇守边境，很有防御的才能。卫公宇文直镇守襄州，以裴鸿出任襄州司马。天和元年（566年），裴鸿出任使持节、大都督、郢州诸军事、郢州刺史，兼任襄州总管府长史，进爵为高邑县侯，总计食邑一千六百户。天和二年（567年），裴鸿跟随宇文直征讨南陈，周军战败，裴鸿被俘虏。天和三年八月八日（568年9月15日），裴鸿在建业客馆中绝食去世，虚岁五十九，南陈将裴鸿的棺材以礼送回长安，北周朝廷为裴鸿哀悼，赠予使持节、开府、大将军、丰资遂三州诸军事、三州刺史。开皇九年太岁次己酉十月辛酉朔廿四日甲申（589年12月7日）安葬于正平郡高梁东原之南面。

## 家庭

### 祖父
- 裴念，一名祖念，北魏泰州别驾[1][3]

### 父亲
- 裴方兴，一名弘陀，北魏义阳郡太守[1][2]

### 儿子
- 裴师道，隋朝太子斋帅、内直监
- 裴武，一名师武，隋朝蜀王府记室、邛州长史，娶京兆韦氏，北魏阴盘伯孙女，北周大将军之女[3]
- 裴师义，唐朝沣州刺史